# Courtepointe de Gee's Bend
Les courtepointes de Gee's Bend sont des courtepointes créées par un groupe de femmes et leurs ancêtres qui vivent ou ont vécu dans le hameau afro-américain isolé de Gee's Bend en Alabama, le long de la rivière Alabama. 
Ces courtepointes sont considérées comme uniques et constituent l'une des contributions visuelles et culturelles afro-américaines les plus importantes à l'histoire de l'art aux États-Unis. Arlonzia Pettway, Annie Mae Young et Mary Lee Bendolph sont parmi les plus remarquables quilteuses de Gee's Bend. De nombreux habitants de la communauté peuvent retrouver leur origine dans les esclaves de la plantation de Pettway. Arlonzia Pettway se souvient des récits de ses ancêtres de sa grand-mère, en particulier de Dinah Miller, qui a été amenée aux États-Unis par un navire négrier en 1859.

## Histoire

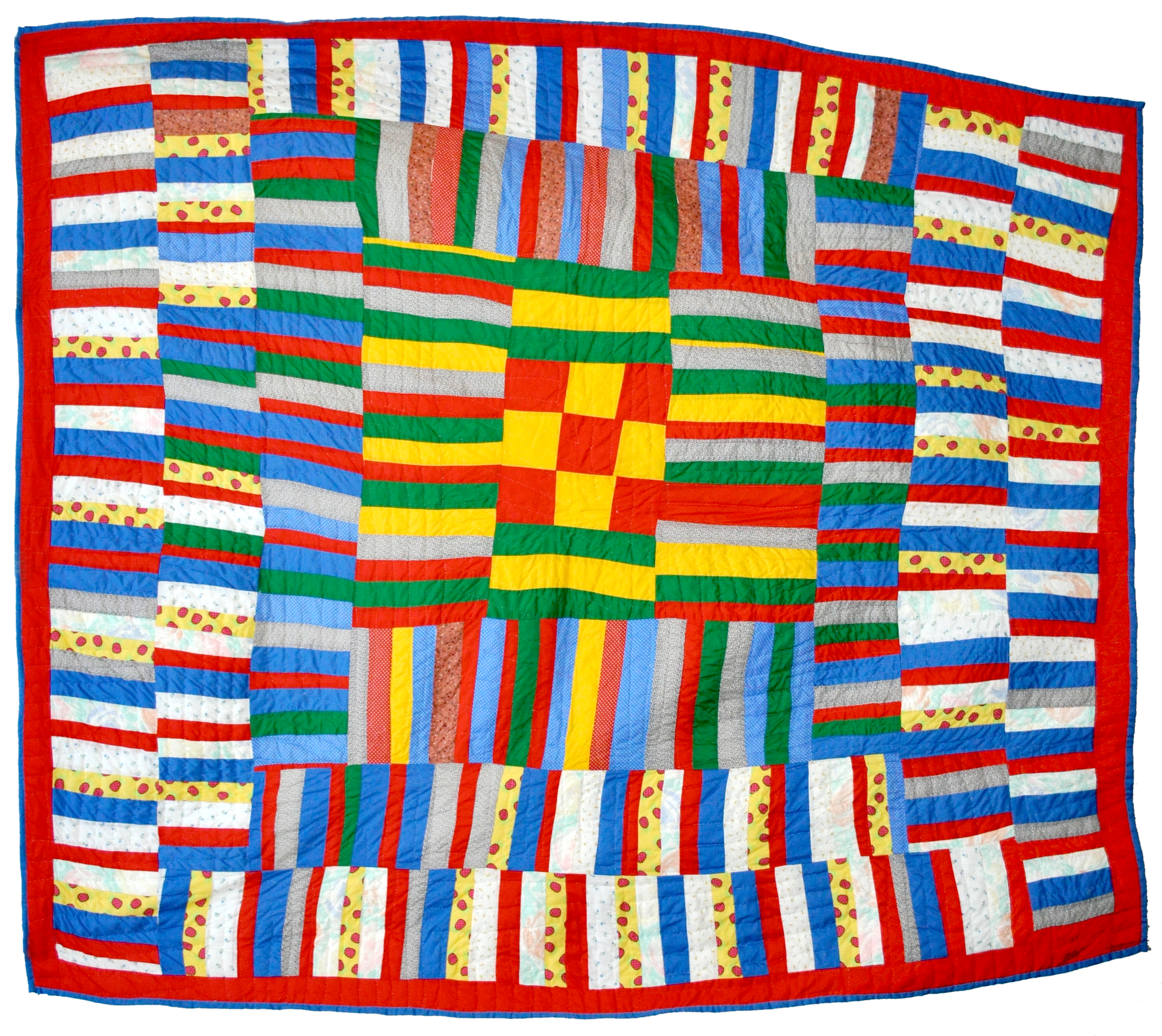
Lucy Mingo de Gee's Bend, en Alabama, a réalisé cette courtepointe spectaculaire en 1979. Il comprend un bloc central de neuf zones entourées de bandes reconstituées. Collection de Bill Volckening, Portland, Oregon.

Juste au sud-ouest de Selma, dans la ceinture noire de l'Alabama, Gee's Bend (officiellement appelée Boykin) est une communauté rurale isolée d'environ sept cents habitants. La région porte le nom de Joseph Gee, un propriétaire terrien originaire de Caroline du Nord qui a créé une plantation de coton en 1816 avec ses dix-sept esclaves. En 1845, la plantation fut vendue à Mark H. Pettway. Ce nom reste toujours prédominant dans le comté, de nombreux membres de la communauté le portant toujours. Après l'émancipation, de nombreux esclaves libérés et membres de la famille sont restés dans la plantation en tant que métayers. Dans les années 1930, Gee's Bend vit un changement important dans leur communauté. Un commerçant qui avait donné crédit aux familles du Bend mourut et la famille de ce commerçant recouvra ses dettes de manière brutale. Ces familles endettées ont observé que toute leur nourriture, leurs animaux, leurs outils et leurs semences avaient été enlevés et que la communauté avait été sauvée par la distribution de rations de la Croix-Rouge. Une grande partie des terres de cette région ont été vendues au gouvernement fédéral et à la Farm Security Administration, qui ont alors créé Gee's Bend Farms, Inc., un projet pilote basé sur une coopération visant à aider les habitants de la région. Le gouvernement a vendu des parcelles de terrain aux familles de la courbe, donnant ainsi à la population autochtone et afro-américaine le contrôle de la terre, qui était encore rare à l'époque. La communauté de Gee's Bend a également fait l'objet de plusieurs photographes de l'Administration de la sécurité des fermes, tels que Dorothea Lange. Au cours de la seconde moitié de la Grande Dépression, les habitants de la région ont dû faire face à des défis, les pratiques agricoles devenant de plus en plus mécanisées, ce qui a entraîné le départ d'une grande partie de la communauté.
Cependant, de nombreux habitants de la communauté sont restés. En 1949, un bureau de poste américain a été créé. En 1962, le service de traversier, l'un des seuls accès à Gee's Bend, a été supprimé, contribuant à l'isolement de la communauté. Cette élimination a empêché les résidents de s'inscrire pour voter. Le service de traversier n'a pas été rétabli avant 2006.
À partir des années 1960, la communauté de Gee's Bend, ainsi que la Freedom Quilting Bee, située dans les environs de l’Alberta, attirent l’attention pour la production de leurs courtepointes. Le collectionneur d' art populaire, historien et conservateur William Arnett a attiré l'attention sur cette production artistique avec sa fondation Souls Grown Deep à Atlanta, en Géorgie, en participant à l'organisation de nombreuses expositions mettant en vedette leur travail.
En 1965, Martin Luther King Jr. a visité la région.

## Les courtepointes
La tradition de la courtepointe dans Gee's Bend remonte au-delà du XIXe siècle, peut-être en partie sous l'influence de textiles à motifs amérindiens et africains. Des femmes afro-américaines ont assemblé des bandes de tissu pour fabriquer des couvre-lits. Tout au long des années post-bellum et du XXe siècle, les femmes de Gee's Bend ont fabriqué des courtepointes pour se tenir au chaud et garder leurs enfants au chaud dans des cabanes non chauffées sans eau courante, ni téléphone ni électricité. En chemin, ils ont développé un style distinctif, connu pour ses improvisations entraînantes et sa simplicité géométrique. La plupart des courtepointes s'écartent de la fabrication classique de la courtepointe, évoquant une qualité minimaliste. Cela aurait également pu être influencé par l'isolement de leur lieu de résidence, qui les a amenés à utiliser tous les matériaux en stock, recyclant souvent d'anciens vêtements et textiles.
Les courtepointes ont notamment été exposées au Museum of Fine Arts de Houston, au Indianapolis Museum of Art, au Philadelphia Museum of Art, au Tacoma Art Museum et au Whitney Museum of American Art. Alvia Wardlaw, conservatrice de l’art moderne et contemporain au musée des beaux-arts de Houston, a déclaré que la réception de l’œuvre avait été plutôt positive. « Les compositions de ces courtepointes contrastent de façon spectaculaire avec la régularité ordonnée associée à de nombreux styles de fabrication de courtepointes. Il existe toute une gamme d'approches de composition brillantes et d'improvisation qui sont plus souvent associées à l'inventivité et au pouvoir des grands peintres abstraits du XXe siècle qu'à la fabrication du textile ». Le site de Whitney, en particulier, attira beaucoup l'attention du monde de l'art sur l'œuvre, à commencer par la critique de Michael Kimmelman dans le New York Times qui qualifiait les courtepointes de « certaines des œuvres les plus miraculeuses de l'art moderne que l'Amérique ait produites » pour les décrire comme une version de Matisse et Klee surgissant dans le sud rural. Un effet comparable peut être observé chez les individus isolés tels que Rosie Lee Tompkins, mais les couettes Gee's Bend avaient l’avantage du nombre et de l’arrière-plan.
Tyree McCloud est un artiste né et élevé à Gee's Bend. Il a passé son enfance à apprendre les traditions de ses ancêtres aux côtés de sa grand-mère. C'est un artiste du vitrail accompli. Ses œuvres sont visibles dans les centres touristiques de la communauté. Une autre œuvre remarquable de McCloud est le Gee's Bend Quilting Trail -, 17 km de peintures, qui interprètent les courtepointes fabriquées dans la communauté. Ces peintures peuvent être vues dans toute la communauté. Le sentier de matelassage Gee's Bend faisait partie d’une série de timbres postaux.

## Quilting Retreats
En 2003, plus de 50 fabricants de courtepointes ont fondé le collectif Gee's Bend Collective, détenu et géré par les femmes de Gee's Bend. Chaque courtepointe vendue par le collectif Gee's Bend Quilt Collective est unique et produite individuellement. Lors des retraites, qui ont débuté en 2015, China Pettway et Mary Ann Pettway partagent leurs styles de courtepointe uniques pendant que les participants explorent le travail de leurs mains et la spiritualité de la courtepointe. Le chant et la narration sont également inclus dans les activités. Au cours des dernières années, des membres du collectif ont parcouru le pays pour parler de l'histoire de Gee's Bend et de son art. Beaucoup de femmes sont devenues bien connues pour leur esprit, leur personnalité engageante et, dans certains cas, leurs capacités de chant.

## Galerie

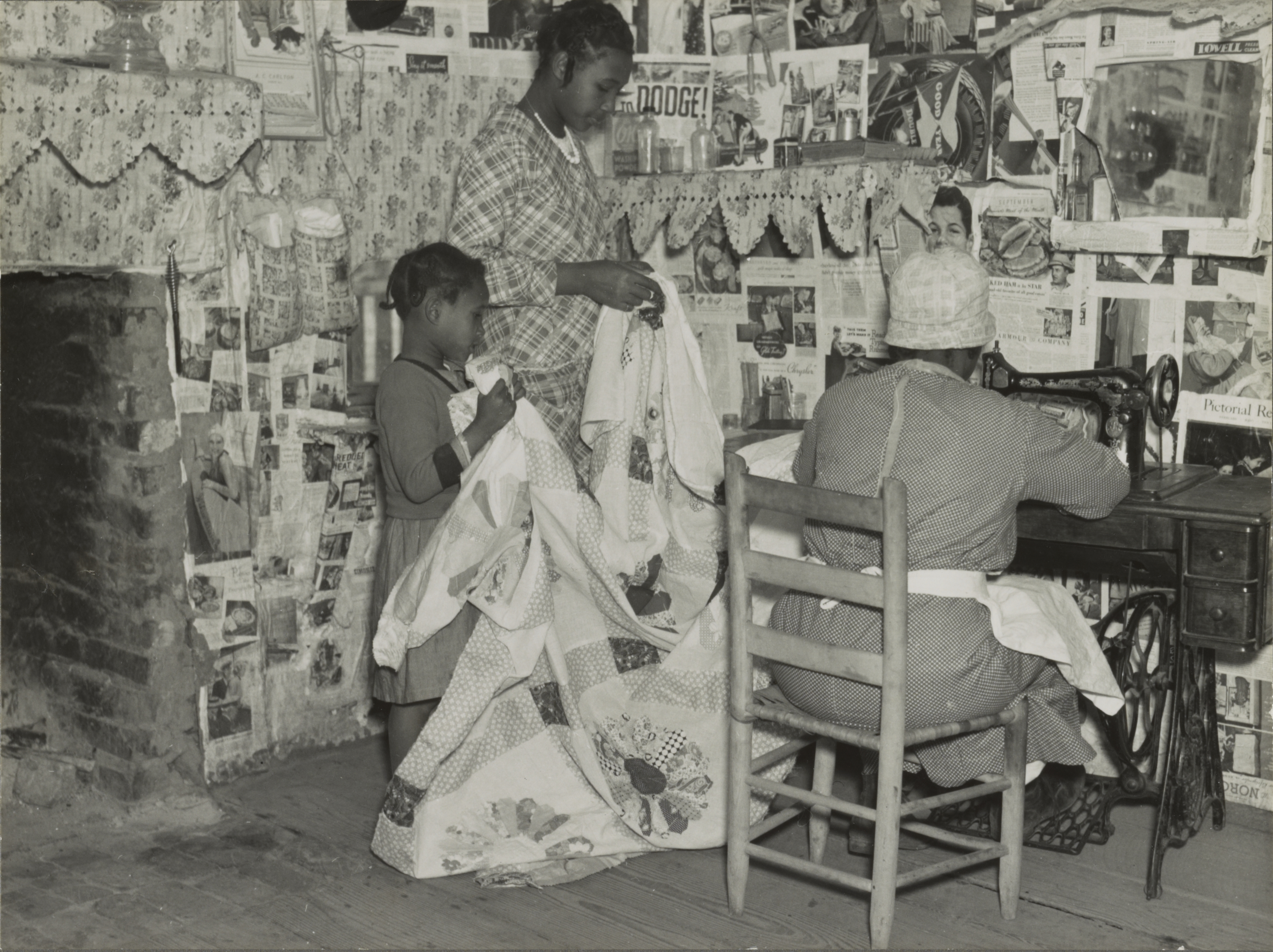
Jennie Pettway et une autre fille avec la courtepointe Jorena Pettway, Gee's Bend 1937
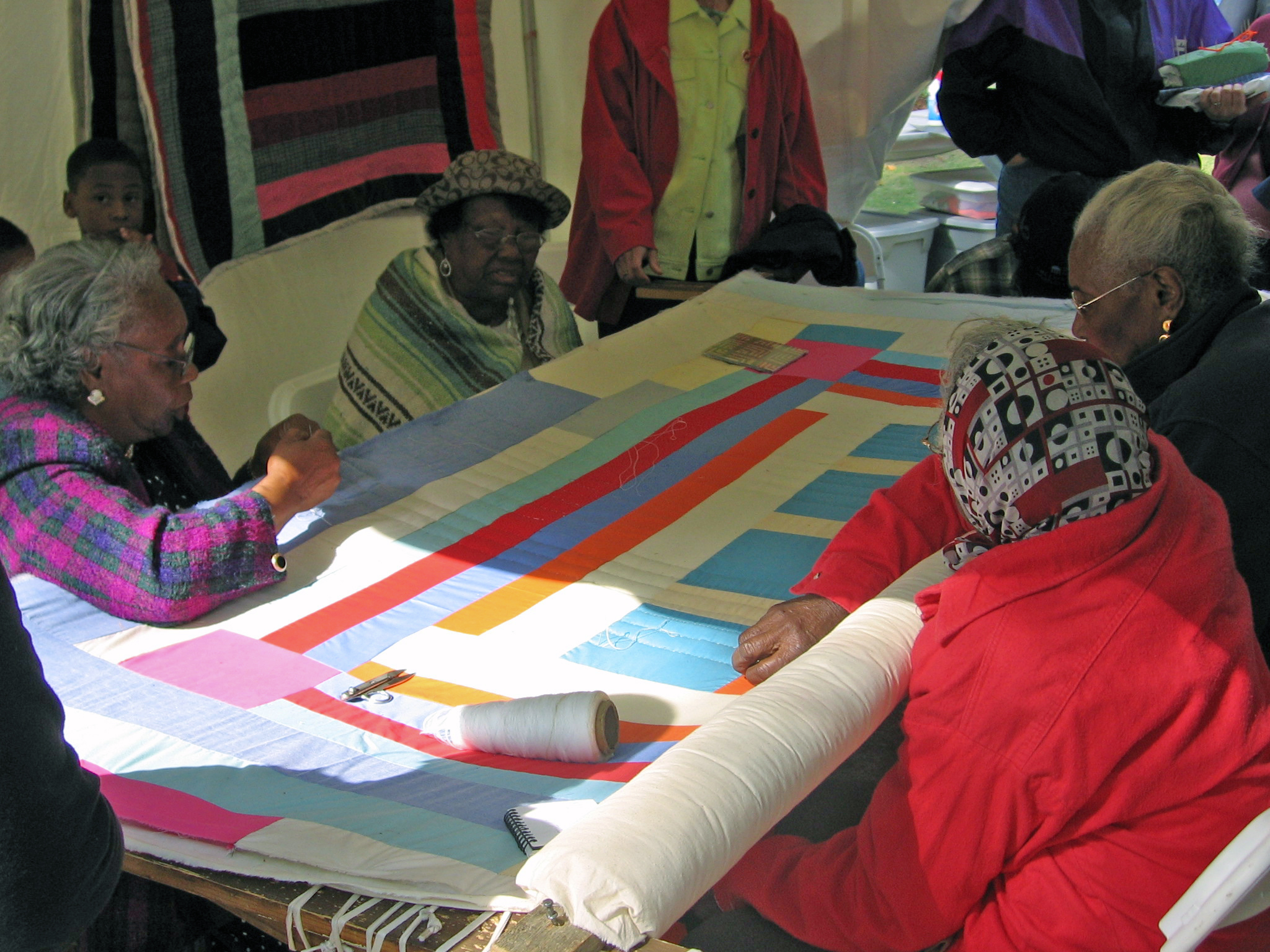
Des femmes de Gee's Bend travaillent sur une courtepointe, 2005
Courtepointes, Gee's Bend, 2010

## Filmographie
- Documentaire vidéo sur les couettes Gee's Bend et double CD de Gee's Bend Gospel Music de 1941 à 2002.